# ناتاشا فرانشيسكي
ناتاشا فرانشيسكي هي سياسية أمريكية تحمل رتبة وزير مفوض في السلك الدبلوماسي الأمريكي. تنحدر من شمال كاليفورنيا، وحصلت على شهادتها من كلية سوارثمور ومدرسة فليتشر للقانون والدبلوماسية بجامعة تافتس.

## المناصب
تتولى ناتاشا فرانشيسكي منصب نائبة مساعد وزير الخارجية لشؤون بلاد الشام وسوريا في مكتب شؤون الشرق الأدنى منذ 13 سبتمبر 2024. شغلت سابقًا منصب القائمة بالأعمال ونائبة رئيس البعثة في تونس لمدة ثلاث سنوات. قبل ذلك، عملت نائبة لرئيس البعثة في السفارة الأمريكية بسلوفاكيا.
تولت عدة مناصب دبلوماسية أخرى، من بينها مديرة مكتب شؤون القوقاز والنزاعات الإقليمية في وزارة الخارجية، نائبة مدير مكتب شؤون شبه الجزيرة العربية، نائبة مستشار الشؤون السياسية في السفارة الأمريكية ببغداد، ونائبة المستشار السياسي في البعثة الأمريكية لدى الناتو، حيث أشرفت على علاقات الحلف مع شركائه في الشرق الأوسط وشمال إفريقيا. شملت مهامها السابقة العمل في باكستان وكازاخستان والبوسنة وروسيا، بالإضافة إلى مناصب متعددة في مكتبي شؤون الشرق الأدنى والشؤون السياسية العسكرية بوزارة الخارجية.